# هيدويغ غروسمان ليمان
هيدويغ غروسمان ليمان (بالعبرية: הדוויג גרוסמן להמן‏) هي نحّاتة إسرائيلية، ولدت في 11 نوفمبر 1902 في برلين في ألمانيا، وتوفيت في 31 مايو 1998 في إسرائيل.